# Ej för att låta tjäna sig
Ej för att låta tjäna sig är en psalm med 1890 av Gustav Jensen och musik skriven 1840 av Ludvig Mathias Lindeman. Texten översattes till svenska 1908 av Herbert Widman och bearbetades 1945 av Hilmer Wentz.

## Publicerad i
- Psalmer och Sånger 1987 som nr 698 under rubriken "Tillsammans i världen".[1]